# Альфаси, Ицхак
Раби Ицхак бен Яаков Альфа́си (сокращённо РИФ; 1013, Алжир — 1103, Испания, ивр. רי"ף,רבי יצחק אלפסי‎), араб. إسحاق الفاسي‎) — духовный лидер еврейства Испании и Северной Африки в XI веке. Автор монументального труда «Сефер ха-Галахот» по еврейскому закону.
Альфаси — означает «из Феса»; РИФ: рабби Ицхак Фаси.

## Биография
Родился в Калат-Хамаде близ Константины (современный Алжир) в 1013. Учился в Кайруане (современный Тунис) у раби Нисима бен Яакова и был самым заметным учеником рабейну Хананеля, сына Хушиэля, который первым предложил ему написать этот известный труд.
В связи с преследованием евреев в Кайруане в 1045 переселился в Фес, Марокко, где занимал должность раввина. В 1088 вынужден был бежать из-за доноса также отсюда. Переселившись в Испанию, поселился сначала в Кордове, после этого какое-то время провел в Жироне. В 1089 году, после смерти раввина Ицхака ибн Гиата, он прибыл в Лусену и занял его место. Там он создал крупную иешиву, откуда вышли лидеры еврейства Испании следующего поколения.
Вплоть до своей смерти с РИФом активно спорили два крупных раввина того времени — рав Ицхак ибн Гиат и Ицхак ибн Альбалия. Точная причина спора доподлинно не известна, но можно предположить, что она была вызвана их неприятием произведения РИФа, которое получило неофициальный статус «Малого Талмуда» и многие учили его вместо Талмуда. В связи этим было опасение, что из-за этого может пострадать изучение непосредственно Талмуда. Из книги раввина Ицхака ибн Альбалия «Купат ха-рохлим» можно сделать вывод, что он в принципе против написания сборников законов и с его точки зрения правильным вектором развития галахической литературы является изучение Талмуда и написание комментариев непосредственно к нему.
Рабби Ицхак был лидером второго поколения мудрецов после завершения эпохи гаонов.

## Книги
Основным трудом Альфаси стала книга «Сефер ха-Галахот». Эта первая попытка извлечь конкретные галахические постановления из Вавилонского Талмуда кратким языком. Кроме этого, книга является своего рода талмудическим компендиумом и может облегчить понимание Талмуда. Альфаси также как лидер еврейства Северной Африки является автором сотен респонсов на разные галахические темы.
Наряду с Рамбамом и РОШем РИФ является один из трёх «столпов», на которые раввин Йосеф Каро опирался при составлении своего монументального труда Шулхан арух, который является одним из важнейших кодексов еврейского права до наших дней.
При цитировании Талмуда в «Сефер ха-Галахот» РИФ приводит большие отрывки из Талмуда, а не только те фразы, которые необходимы ему для вынесения галахического решения. По ходу книги автор комментирует положения Талмуда. В большинстве случаев его комментарии носят лаконичный характер. Помимо галахических отрывков РИФ проводит и агадические фрагменты, в связи с чем его книга является, помимо прочего, источником агады.
Его произведение оказало колоссальное воздействие на развитие галахической литературы. Долгое время именно его произведение было основным источником для изучения Галахи. Этим объясняется тот факт, что многие последующие раввины писали комментарий именно на книгу РИФа, а не на сам Талмуд. Подчеркивая значимость его произведения для развития Галахи, его книгу часто называют «Галахот раббати» («Великий свод Галахи») и «Талмуд катан» («Малый Талмуд»).

## Ученики
- Йосеф ибн Мигаш — его преемник на посту главы йешивы
- Иегуда Галеви — автор книги Кузари
- рав Яаков — сын РИФа

## Комментаторы
- «Талмидей рабену Йона» (ученики раввина Йоны) на трактат «Брахот»
- Раби Йехонатан Ха-Коэн из Люнеля
- Рабейну Нисим
- «Нимукей Йосеф» от раввина Йосефа Хабиба

Помимо этого, в классических изданиях Рифа обычно приводится «Сефер ха-маор» раввина Зрахии Ха-Леви (которая разделена на «Маор катан» на раздел «Моэд» и «Маор гадоль» на раздел «Нашим» и «Незикин». В основном автор данного произведения полемизируют с РИФом по галахическим вопросам. Помимо этого рядом с ними печатаются книги Рабана — «Сефер ха-зхут» и «Милхамот ха-Шем», которые призваны «защитить» РИФа от замечаний Зрахии Ха-Леви.